# Алілуя (футбольний клуб)
Футбольний клуб Алілуя (кор. 할렐루야), або Ансан Алілуя, як його зазвичай називали — колишній південнокорейський футбольний клуб. Перший чемпіон K-ліги.

## Історія
Клуб був офіційно заснований 20 грудня 1980 року як перший професійний футбольний клуб у Південній Кореї Чой Сун Яном, президентом КФА в той час. Він складався з християнських (католиків або протестантів) футболістів і тренерів. Їх талісманом був орел.
Алілуя був розпущений в серпні 1998 року внаслідок азійської фінансової кризи.

## Досягнення
- К-Ліга 1:
  - Переможець (1): 1983
- Чемпіонат Кореї з футболу:
  - Фіналіст (5): 1991, 1994, 1995, 1997, 1998
- Турнір президента Кореї:
  - Переможець (1): 1988
  - Фіналіст (1): 1994